# Regnum Teutonicum
Regnum Teutonicum oder Regnum Teutonicorum (Teutonia, „Reich der Teutonen“ bzw. Germanen), auch Reich der Deutschen, ist eine Bezeichnung für den nördlich der großen italienischen Ebene gelegenen Teil des Heiligen Römischen Reiches oder auch römisch-deutschen Reiches. In Abgrenzung davon wurde der Begriff Regnum Italicum für Reichsitalien verwendet. Die Bezeichnung war nie offiziell.

## Entstehungsgeschichte und Bedeutung

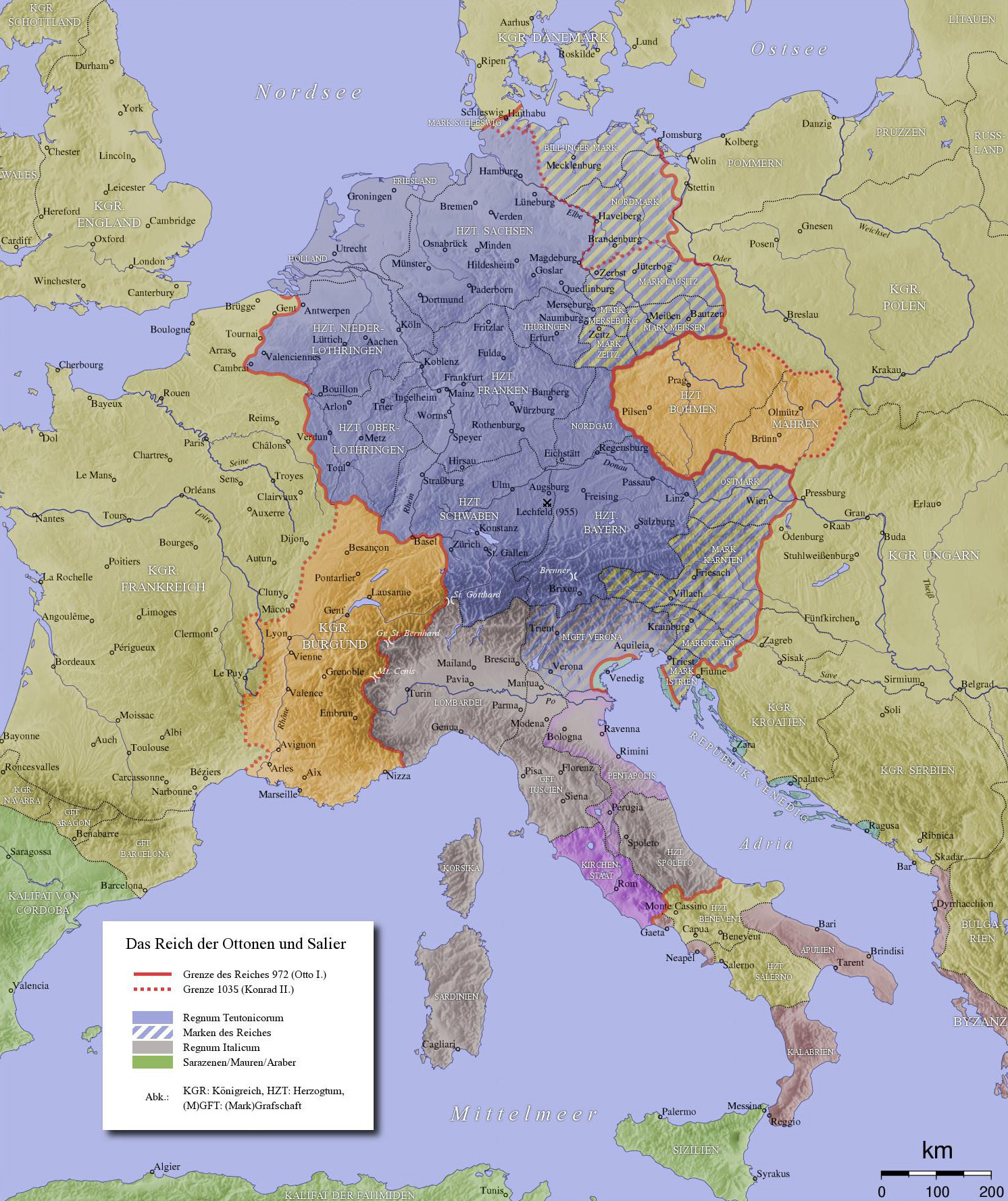
Regnum Teutonicum um die Jahrtausendwende (in Dunkelblau)

Obwohl die Wortgruppe regnum Teutonicum (bzw. Teutonicorum) gemeinhin als die lateinische Entsprechung der deutschen Wortgruppe „deutsches Reich“ gilt, bedeutete die Wendung in verschiedenen Zeiten und Sprachen nicht immer dasselbe.
Der angeblich früheste Beleg für den Begriff Regnum Teutonicorum ist ein Text der um 920 geschriebenen Annales luvavenses maximi. Hier bedeutete der Begriff aber noch keineswegs „Reich der Deutschen“ oder das „deutsche Königreich“, sondern „Reich der deutsch – also nicht romanisch oder slawisch – sprechenden Bayern“. Wenn auch in diesem Fall die Zugehörigkeit des Stammesherzogtums Bayern (das Regnum Teutonicorum im Sinne des Erstbelegs) zum Ostfrankenreich Reich Heinrichs I. vom Autor emphatisch abgelehnt wurde, interpretiert der Historiker Jörg Jarnut diese Wendung trotzdem als eine aus Italien übernommene Fremdbezeichnung für die Gesamtheit der Franken, Alemannen und Sachsen. Joachim Ehlers konstatiert, dass der Begriff außerhalb von Italien im Frühmittelalter die Qualität einer Fremdbezeichnung behielte und deshalb über das Selbstverständnis der damaligen Angehörigen des Ostfrankenreichs nichts aussagt. Die während des 19. Jahrhunderts populäre Behauptung, dass die Entstehung von Wendungen wie regnum Teutonicorum/Teutonicum historisch aussagekräftige Indizien für Wandlungen des politischen Bewusstseins seien, werden von der gegenwärtigen Wissenschaft abgelehnt.
Der Begriff tritt auch später in anderen Verwendungen auf. So trägt ein um 1073 an Empfänger im Heiligen Römischen Reich gerichteter Brief Gregors VII. in einem Teil der Überlieferung die Anschrift: […] omnibus archiepiscopis et episcopis in Teutonico atque in Saxonico regno commanentibus […] („und alle sich im teutonischen und sächsischen Reich verbleibenden Erzbischöfe und Bischöfe“). Ein Jahr später schreibt der Papst in einem Schreiben an Gegenkönig Rudolf I. […] omnes secum in regno saxonum commanentes […] („und alle bei ihm im sächsischen Reich Verbleibenden“) damit beweisend, dass das Regnum Teutonicum zu jener Zeit kein allgemeingültiger Ausdruck war.
Eine stärkere Verbreitung erreichte der Begriff erst im 11. Jahrhundert, jedoch nicht in offiziellen Dokumenten der Kaiser, sondern in der päpstlichen Kanzleisprache. Der Hintergrund war höchst politisch: Der universale Herrschaftsanspruch des römisch-deutschen Königtums wurde vom Papsttum seit Beginn des Investiturstreits im 11. Jahrhundert zunehmend bestritten; vielmehr solle dem Papst die Universalherrschaft über alle geistlichen und weltlichen Herrscher zustehen. So wurde in päpstlichen Veröffentlichungen aus dem rex Romanorum (dem offiziell beanspruchten Titel der römisch-deutschen Herrscher) der rex Teutonicorum, was von kaiserlicher Seite freilich nie übernommen wurde. Im Wormser Konkordat von 1122 unterschied Papst Calixt II. zwischen dem Teutonicum Regnum und den übrigen Teilen des Heiligen Römischen Reiches, nämlich den regna Italien und Burgund. Bernhard Schimmelpfennig übersetzt in diesem Fall den Begriff Teutonicum regnum mit der Benennung „Deutsches Reich“ in Anführungszeichen, betont aber gleichzeitig, dass es zu dieser Zeit noch lange keine deutsche Nation gegeben habe.
Der Begriff des „Reichs“ konnte wegen seiner Offenheit je nach Kontext sowohl für das römisch-deutsche Reich insgesamt stehen als auch nur für den deutschen Reichsteil (das regnum Teutonicum – im Unterschied zum italienischen); es lässt sich in unterschiedliche Bedeutungsebenen aufgliedern, die bis zum Ende der Neuzeit nebeneinander, aber auch ineinander verschränkt fortexistierten. Um 1500 verstärkte sich allerdings die Tendenz, dass der Reichsbegriff letztlich immer häufiger primär oder ausschließlich auf das Reich der Deutschen bezogen wurde, also das regnum Teutonicorum, während die institutionellen Verdichtungsprozesse mit einer protonationalen Identitätsbildung einhergingen und die Bedeutungsebene Deutsches Reich weiter an Bedeutung gewann.